# هانی الضابط
هانی الضابط (عربی: هاني الضابط فرج بيت النوبي؛ زاده ۱۵ اکتبر ۱۹۷۹) یک بازیکن فوتبال اهل عمان است.
وی همچنین در تیم ملی فوتبال عمان بازی کرده است.